# Telus
Pour les articles homonymes, voir Telus (homonymie).
Telus ou Telus Corporation est une société de portefeuille canadienne fondée en 1990 lors de la privatisation de Alberta Government Telephones.     
Avec Bell, Rogers, et Quebecor, Telus fait partie des 4 grands opérateurs télécom du Canada. 
En matière de capitalisation boursière, il est la deuxième la plus grosse entreprise télécom canadienne, juste derrière Bell. Sur le marché canadien, il contrôle notamment les marques  Telus Mobility,  Koodo Mobile et Public Mobile. 
C'est le fournisseur primaire de service téléphoniques (ILEC) dans l'Alberta, la majeure partie de la Colombie britannique, ainsi que dans certaines parties du Québec oriental près de la ville de Québec et dans la région de Gaspé.
Via sa filiale Telus Health, le groupe est désormais actif dans la santé. Ses activités hors du Canada, principalement l'outsourcing et les centres d'appel, sont gérées par sa filiale Telus International, qui est elle-même cotée en bourse.
Son siège est basé à Vancouver, en Colombie-Britannique. 

## Histoire
La compagnie Telus a été créé en 1990 par le gouvernement de l'Alberta lors de la privatisation d'Alberta Government Telephones. 
En 1995, Telus a acheté EdTel à la ville d'Edmonton, finissant l'ère de l'actionnariat de l'État dans les télécommunications de l'Alberta et continuant la déréglementation du marché des télécommunications déjà en marche. Cette déréglementation a également ouvert le marché à la concurrence pour des compagnies telles que les communications de Rogers, Bell Canada, Primus Canada, et beaucoup d'autres ; en même temps, les technologies naissantes telles que les téléphones cellulaires, les réseaux de fibre optique et le service d'Internet ont forcé le nouveau Telus à élargir fortement et rapidement ses offres. En 1996, la "marque principale" Telus a été présentée, apportant à ses produits et à ses filiales une identité unifiée. Les marques de téléphone d'EDtel et d'AGT ont été supprimées.
En janvier 1999, la filiale générale de téléphone et d'électronique BC Tel (issue d'une partie des activités de communications de Verizon), l'ancien fournisseur de service de télécommunications en monopole en Colombie britannique, et Telus fusionnent leurs activités. Bien que BC Tel ait été la plus grande des deux compagnies qui fusionnement, la nouvelle entité choisie pour garder son nom est Telus, en abandonnant les limitations régionales du BC Tel. Telus a également déplacé la plupart des fonctions d'administration en Alberta pour tirer profit des impôts inférieurs et d'une main-d'œuvre moins syndiqué. Telus, cependant, a déplacé ses sièges sociaux à Burnaby, les anciens sièges sociaux de BC Tel.
En 2000, Telus a décidé de concurrencer Bell Canada, entraînant la dissolution de l'Alliance Stentor. Bell Canada, à son tour, est entré dans les territoires de Telus pour le concurrencer.
En mars 2000, Telus a obtenu une participation majoritaire dans Québec-Téléphone, un fournisseur de service local au Québec méridional (QuebecTel qui avait précédemment été possédé, ainsi que BC Tel, par l'Anglo-Canadian Telephone Company, qui était une filiale de téléphonie général et d'électronique du Connecticut). Plus tard dans la même année, Telus a fait l'acquisition des 6,6 million de lignes de Clearnet, un fournisseur numérique de téléphonie mobile en utilisant la même technologie de réseau cellulaire que Telus basée à Toronto. 
En octobre 2019, Telus annonce l'acquisition d'ADT Canada, spécialisée dans la domotique et dans la sécurisation, pour 700 millions de dollars canadiens. 

## Telus Digital
En 2005, TELUS investit dans Ambergris Solutions, une société d'externalisation des processus métier (business processing outsourcing) située aux Philippines. L'entreprise est renommée en TELUS International en 2007 et son nom commercial est Telus Digital. En décembre 2019, Telus annonce l'acquisition Competence Call Center, une entreprise allemande spécialisée dans la modération et les services aux consommateurs, pour 915 millions de dollars.
Elle est introduite en 2021 avec une double cotation à la Bourse de Toronto et à la Bourse de New York, sous le symbole TIXT. Sa société mère, TELUS Corporation, en conserve le contrôle majoritaire. Elle rachète la même année pour 935 millions de dollars Lionbridge AI, un autre leader de l’industrie du BPO, division de Lionbridge spécialisée dans l'intelligence artificielle.
En 2025, Telus International revendique 80 000 salariés dans le monde. Elle propose des produits numériques dans des industries comme la santé, les jeux vidéos ou l’automobile. Elle fournit notamment des services de modération de contenu et de microtravail pour les plateformes de Meta (Facebook, Instagram, WhatsApp), Google ou TikTok. Les modérateurs sont confrontés quotidiennement à des images difficiles.
Des employés du centre d’Izmir (en Turquie), qui travaillent principalement pour la modération de TikTok, ont été licenciés alors qu’ils essayaient de lancer une section syndicale. En Allemagne, un candidat aux élections professionnelles a été suspendu après avoir témoigné, devant le Parlement allemand, de ses conditions de travail.

### Condamnations
En 2024, l'entreprise est condamnée pour discrimination par la justice espagnole, parce que les modérateurs étaient payés plus ou moins cher selon la langue pratiquée.
Selon le quotidien espagnol La Vanguardia, 20% des employés du centre barcelonais de l'entreprise sont en arrêt maladie en 2024, notamment pour des souffrances psychologiques. La même année, l'entreprise est condamnée pour mauvaise prise en compte des risques psychosociaux de ses équipes. La justice a qualifié les troubles psychologiques subis à la suite d’activités de modération de maladie professionnelle. Le site de Barcelone, qui modère les messages publiés sur Facebook et Instagram, est fermé en 2025.
En France, une décision de 2025 des prud’hommes requalifie le statut d'autoentrepreneur d'un travailleur en salarié. Elle suggère que la pratique peut s’apparenter à du salariat déguisé, un détournement du cadre légal des autoentrepreneurs.